# Émile Berchmans

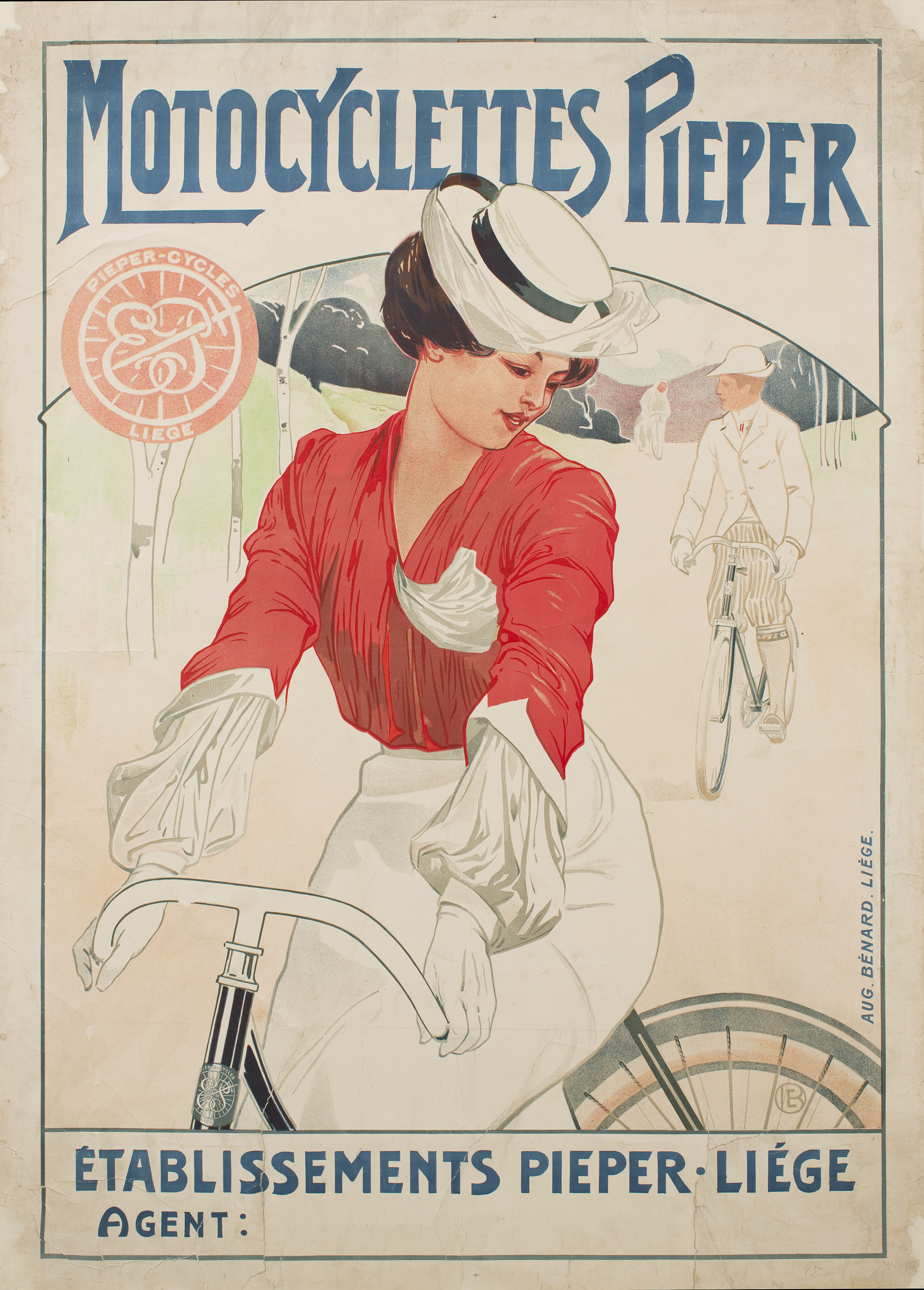
Pieper Cycles

Émile Berchmans (* 8. November 1867 in Lüttich; † 5. November 1947 in Brüssel) war ein belgischer Maler, Illustrator und Plakatkünstler.

## Leben
Émile Berchmans entstammte einer Künstlerfamilie. Sein Onkel Henri Berchmans war Maler und Kunstpädagoge, sein Vater Émile-Édouard (1843–1914) war Dekorationsmaler, sein Bruder Oscar (1869–1950) war Bildhauer. Er erhielt seine erste Ausbildung von seinem Vater. Er studierte ab 1882 an der Académie royale des beaux-arts de Liège bei Adrien De Witte.
1888 stellte er zum ersten Mal bei der Association pour l’Encouragement des Beaux-Arts (Vereinigung zur Förderung der schönen Künste) aus. 1896 heiratete Emile Berchmans Joséphine Pieper, Erbin einer Waffenfabrik, die auch Fahrräder herstellte.
Gemeinsam mit Auguste Donnay und Armand Rassenfosse entwarf er Plakate für den Verlag Auguste Bénard. Gemeinsam mit Armand Rassenfosse gründete er die Zeitschrift „Caprice Revue“. Er wurde Mitarbeiter der Pariser Zeitschriften „La Plume“ und „La Revue illustrée“. Er illustrierte auch Bücher. Er stellte bei L’Art Indépendant in Paris und bei Libre Esthétique in Brüssel aus.
1904 wurde er Professor für historische Komposition an der Akademie in Lüttich und von 1931 bis 1934 deren Direktor. 1934 ließ er sich in Brüssel nieder. Er schuf auch Wand- und Deckenmalereien, u. a. in der Opéra Royal de Wallonie in Lüttich und dem Grand-Théâtre in Verviers sowie in der Kuppel der Aachener St. Michaelskirche.